# وینرات
وینرات (به آلمانی: Winnerath) یک شهر در آلمان است که در اهرویلر واقع شده‌است. وینرات ۲۲۱ نفر جمعیت دارد.